# Fable (gra komputerowa w produkcji)
Ten artykuł dotyczy przyszłego wydarzenia. Informacje w nim zawarte mogą się zmienić wraz z pojawieniem się nowych faktów, a początkowe doniesienia mogą być niepewne. Ostatnie aktualizacje tego artykułu mogą nie odzwierciedlać najbardziej aktualnych informacji.
Fable – znajdująca się w produkcji fabularna gra akcji tworzona przez Playground Games, której wydawcą będzie Xbox Game Studios. Pierwsza od czasu wydanego w 2010 Fable III autorstwa Lionhead Studios odsłona serii Fable, będąca jej rebootem. Podobnie jak w poprzednich częściach cyklu, jej fabuła będzie osadzona na fikcyjnym kontynencie Albion, całość – tak pod względem wizualnym, jak i rozgrywki – zostanie jednak przystosowana do konsol dziewiątej generacji. Premierę na platformach Xbox Series X/S i Windows zaplanowano na koniec 2025.
Początkowo nad czwartą odsłoną serii pracowało Lionhead Studios, które w 2012 wydało poboczną odsłonę Fable: The Journey na kontroler ruchu Kinect, a następnie pracowało nad grą MMO Fable Legends, skasowaną przez wydawcę w 2016; w tym samym roku zamknięto też samo studio. Pogłoski o nowej odsłonie serii zaczęły pojawiać się w 2017; w 2020 podczas Xbox Games Showcase oficjalnie potwierdzono, że takowa rzeczywiście powstaje. Na potrzeby Fable Playground Games, zajmujące się wcześniej wyłącznie grami wyścigowymi, zatrudniło m.in. scenarzystkę Annę Megill i nawiązało współpracę ze studiem Eidos Montréal, mającym pomóc w stworzeniu gry koncentrującej się na fabule i różnorodnych mechanikach rozgrywki.

## Produkcja

### Lionhead Studios
Po premierze Fable III (2010) odpowiedzialne za markę Lionhead Studios rozpoczęło prace nad częścią czwartą. Wydawcy – Xbox Game Studios – przedstawiono pomysł na grę tylko dla dorosłych rozgrywającą się w realiach inspirowanych późnowiktoriańskim Londynem, w której miały pojawić się postacie nawiązujące chociażby do Kuby Rozpruwacza i doktora Jekylla i pana Hyde’a. Wydawca odrzucił propozycję, stwierdzając, że studio dostało pieniądze, ale nie osiągnęło wystarczających zysków, a Xbox jako platforma osiągnął maksymalne nasycenie graczami zainteresowanymi grami fabularnymi, wobec czego przedstawiony pomysł jest nierentowny. Wydawca stwierdził, że w celu osiągnięcia odpowiednich zysków marka musi podążać za trendami i stać się przystępniejsza dla niedzielnych graczy, z tego też powodu studio zaangażowano do opracowania pobocznych odsłon, nad którymi nie chcieli pracować jego pracownicy – beat ’em up Fable Heroes (maj 2012) i Fable: The Journey (październik 2012) na kontroler ruchu Kinect. Studio rozpoczęło też prace nad grą wieloosobową Fable Legends, zapowiedzianą oficjalnie w 2012, a skasowaną w 2016. W latach 2012–2016 z Lionhead Studios odeszło kilku kluczowych pracowników, w tym założyciel Peter Molyneaux, a Microsoft wystawił studio na sprzedaż, jednak bez praw do stworzonych przez niego marek, jak Fable czy Black & White. Wobec braku zainteresowanych kupnem studio zamknięto w 2016.

### Playground Games
Pierwsza wzmianka o nowej odsłonie serii, opracowywanej już przez nowy zespół, pojawiła się w 2017, kiedy Phil Spencer – dyrektor działu Xboksa w Microsofcie – stwierdził na Twitterze, że marka Fable „może rozwinąć się w wielu różnych kierunkach”. W styczniu 2018 Eurogamer doniósł, że prace nad czwartą częścią rozpoczęło studio Playground Games, znane dotychczas z serii Forza Horizon. Zasugerowano także, że wybrano je m.in. ze względu na fakt, że – podobnie jak Lionhead – mieści się w Wielkiej Brytanii, dzięki czemu jego pracownicy mogą oddać brytyjski humor będący jedną z charakterystycznych cech Fable. W tym samym roku w Internecie pojawiło się 177 ofert pracy w Playground Games związanych z produkcją gry fabularnej z otwartym światem. W czerwcu „Forbes” doniósł o wycieku materiału filmowego z opracowywanego przez Playground Games Fable, który rzekomo miał zostać zaprezentowany kilkanaście dni później podczas targów Electronic Entertainment Expo 2019. Grę oficjalnie zapowiedziano w czerwcu 2020 podczas Xbox Games Showcase (XGS), określając ją mianem „nowego początku” dla serii.
W grudniu 2020 poinformowano, że główną scenarzystką została Anna Megill, wcześniej pracująca m.in. przy Control (2019) czy Dishonored: Death of the Outsider (2017). W styczniu 2022 ujawniła, że studio poszukiwało osoby mającej „kreatywne podejście do mechanik i systemów opowiadania historii, a zarazem głębokie zrozumienie wymagań, z jakimi wiąże się narracja w utworze interaktywnym”. Niedługo później Megill awansowano na reżyserkę fabuły. Gra powstaje na autorskim silniku ForzaTech opracowanym przez Turn 10 Studios, używanym zarówno przez Turn 10, jak i Playground Games przy grach z serii Forza. W październiku 2022 do zespołu odpowiedzialnego za grę dołączył Andrew Walsh, starszy scenarzysta Horizon: Forbidden West.
W listopadzie 2022 Spencer zapowiedział, że Fable charakteryzować będzie „wysokie przywiązanie do szczegółów”, a dziennikarz Bloomberga Jason Schreier poinformował, że Xbox zaangażował do współpracy nad grą studio Eidos Montréal. W marcu 2023 donoszono, że gra znajduje się we wczesnym etapie produkcji. 11 czerwca podczas XGS Playground Games zaprezentowało pierwszy zwiastun, do którego zaangażowano aktora Richarda Ayoade’a. W lipcu 2023 Megill opuściła studio, nie podając przyczyn, zaznaczając jednak, że rozstała się z nim w przyjaznych stosunkach. 9 czerwca 2024 potwierdzono, że przy grze pomaga Eidos Montréal. Podczas XGS 2024 zaprezentowano kolejny zwiastun ujawniający, że komik Matt King wcieli się w Humphry’ego – byłego bohatera Albionu zmuszonego do przerwania emerytury, żeby wspomóc postać gracza. W lipcu 2024 Playground Games otworzyło w rodzimym Royal Lemmington Spa trzecie studio. Podczas gdy główne studio założone w 2010 rozwijało serię Forza, dwa nowe przydzielono do prac nad Fable.

## Marketing i dystrybucja
Fable zapowiedziano podczas wydarzenia Xbox Showcase w 2020, wraz z innymi grami na Xboksy Series X/S. Pierwszy zwiastun z rozgrywką zaprezentowano w czerwcu 2023. 9 czerwca 2024 Playground Games poinformowało, że gra ukaże się na Xboksie Series X/S i Windowsie pod koniec 2025.